# Lucjan Brychczy
Lucjan Antoni Brychczy (genannt Kici; * 13. Juni 1934 in Nowy Bytom (heute Ruda Śląska), Polen; † 2. Dezember 2024 in Warschau) war ein polnischer Fußballspieler und -trainer.

## Vereinskarriere
Brychczy gilt als einer der besten polnischen Stürmer der 1950er und 1960er Jahre. Er spielte seine gesamte Karriere lang für den Armeeklub Legia Warschau. In 368 Spielen für den Hauptstadtklub erzielte er 182 Tore. Lucjan Brychczy ist eine Legia-Legende und hält einige Rekorde: meiste Spiele (insgesamt 452), meiste Tore (insgesamt 227), längste Teamzugehörigkeit (fast 18 Jahre) und ältester Torschütze (37 Jahre 2 Monate 31 Tage). Trotz Angeboten von u. a. Real Madrid und dem AC Mailand durfte er als Offizier der polnischen Armee nicht ins Ausland wechseln.

## Nationalmannschaft
Für Polen bestritt er 58 Länderspiele und erzielte dabei 18 Tore. Er nahm nie an einer Welt- oder Europameisterschaft teil, da sich Polen in dieser Zeit nie dafür qualifizieren konnte. 1960 nahm er mit der polnischen Auswahl an den Olympischen Spielen in Rom teil.

## Erfolge
- Polnischer Meister (1955, 1956, 1969 und 1970)
- Polnischer Pokalsieger (1955, 1956, 1964 und 1966)
- Polnischer Torschützenkönig (1957, 1964 und 1965)

## Trainerkarriere
Brychczy war mehrfach Assistenztrainer und Cheftrainer von Legia Warschau. Mit Legia holte er 1973 und 1990 den polnischen Pokal.